# Делови
Делови су насељено место у саставу општине Новиград Подравски у Копривничко-крижевачкој жупанији, Република Хрватска.

## Историја
До територијалне реорганизације у Хрватској налазили су се у саставу старе општине Копривница.

## Становништво
На попису становништва 2011. године, Делови су имали 250 становника.

## Попис1991.
На попису становништва 1991. године, насељено место Делови је имало 304 становника, следећег националног састава:
| Попис 1991.‍ | Попис 1991.‍ | Попис 1991.‍ | Попис 1991.‍ | Попис 1991.‍ |
| ----------- | ----------- | ----------- | ----------- | ----------- |
|             |             |             |             |             |
| Хрвати      | Хрвати      |             | 294         | 96,71%      |
| Југословени | Југословени |             | 7           | 2,30%       |
| Срби        | Срби        |             | 3           | 0,98%       |
| укупно: 304 |             |             |             |             |